# 杨通敬旧宅
杨通敬旧宅位于中国浙江省江山市廿八都镇后街弄5号，是一处江山市文物保护单位。
2000年6月21日，杨通敬旧宅公布为第四批江山市文物保护单位。